# Starck
Starck ist ein deutscher Familienname.

## Namensträger
- Abraham Starck (1659–1709), deutscher Orgelbauer
- Adalbert Rinck von Starck (1865–1916), Kreisrat im Kreis Erbach
- Alexander Starck (1909–1963), deutscher Parteifunktionär (KPD, SED) und Gewerkschafter, MdV
- Andreas Starck (1552–1611), deutscher Arzt
- Axel von Starck (* 1938), deutscher Ingenieur
- Barbara Mez-Starck (1924–2001), deutsche Chemikerin und Stiftungsgeberin
- Benjamin Starck (1554–1634), deutscher Theologe, Pastor und Superintendent
- Caspar Heinrich Starck (1681–1750), deutscher Geistlicher und Historiker
- Christian Starck (* 1937), deutscher Jurist
- Claude Starck (1928–2025), Schweizer Cellist und Lehrer
- Constantin Starck (1866–1939), deutscher Bildhauer und Medailleur
- Dietrich Starck (1908–2001), deutscher Arzt und Biologe
- Dietrich Starck (Unternehmer) (1909–2004), deutscher Ingenieur und Unternehmensgründer
- Dominique Starck (* 1956), Schweizer Gitarrist, Komponist und Musiklehrer
- Ferdinand Maximilian Starck (1778–1857), deutscher Jurist und Politiker
- Friedrich von Starck (1790–1864), deutscher Generalmajor und Politiker, MdL Kurhessen
- Friedrich Wilhelm Starck (1891–1968), deutscher Polizeibeamter und SS-Brigadeführer
- Fritz Starck (1900–nach 1959), deutscher Politiker (DP)
- Gerhard C. Starck (1929–2000), deutscher Jurist, siehe Gerhard C. Starck Stiftung
- Harry Starck (* 1931), deutscher Politiker (SPD)
- Heinrich Starck (1908–1955), antifaschistischer Widerstandskämpfer, stellvertretender Bürgermeister von Berlin-Friedrichshain
- Hermann Carl Starck (1891–1974), deutscher Unternehmensgründer
- Joachim Starck (* 1938), deutscher Jurist
- Johann Starck (Theologe) (1638–1696), deutscher Theologe und Prediger
- Johann Anton von Starck (1808–1883), böhmischer Bergwerksunternehmer und Gutsbesitzer
- Johann August von Starck (1741–1816), deutscher Theologe
- Johann Christian Starck (Baumeister), deutscher Baumeister
- Johann David von Starck (auch Johannes David Starck; 1770–1841), böhmischer Montanunternehmer
- Johann Friedrich Starck (1680–1756), deutscher Theologe und Schriftsteller
- Johann Martin Starck (1776–1854), deutscher Jurist und Politiker
- Julius Rinck von Starck (1825–1910), deutscher Politiker
- Julius Josephus Gaspard Starck (1814–1884), belgischer Maler
- Karl von Starck (Politiker, 1867) (1867–1937), deutscher Verwaltungsjurist und Politiker, Regierungspräsident von Köln
- Karl Rinck von Starck (1796–1875), deutscher Beamter und Politiker, MdL Hessen
- Matthias Starck (1628–1708), deutscher Theologe und Geistlicher, Titularbischof von Coronea
- Michele Starck, französisch-tschechische Schauspielerin
- Monika von Starck (* 1939), deutsche Malerin, Zeichnerin und Bildhauerin
- Niklaus Starck (* 1956), Schweizer Autor
- Peter Starck  (* 1957), deutscher Bankmanager und Politiker
- Philippe Starck (* 1949), französischer Designer
- Rupert Starck (1700–1760), österreichischer Benediktiner und Rechtswissenschaftler, siehe Rupert Starch
- Samuel Starck (1649–1697), deutscher Theologe
- Sebastian Starck (1528–1586), deutscher Theologe, Pastor und Superintendent
- Sebastian Gottfried Starck (1612–1670), deutscher Theologe, Pastor und Superintendent
- Simon Starck (1865–1939), österreichischer Politiker, Abgeordneter zum Nationalrat
- Walter A. Starck (* 1939), US-amerikanischer Meeresbiologe
- Waltraud Starck (* 1942), österreichische Schauspielerin und Sprecherin
- Wilhelm von Starck (Mediziner) (1858–1934), deutscher Mediziner und Hochschullehrer
- Wilhelm von Starck (Richter), deutscher Richter
- Wilhelm Starck (Sänger) (1930–2020), deutscher Sänger (Bariton)
- Wilhelm Friedrich von Starck (1835–1913), deutscher Verwaltungsjurist